# Notoxus hokkaidensis
Notoxus hokkaidensis là một loài bọ cánh cứng trong họ Anthicidae. Loài này được Kono miêu tả khoa học năm 1931.